# محسن پاک‌آیین
محسن پاک‌آیین (زادهٔ ۱۳۳۳ در فسا) سیاست‌مدار، دیپلمات و نویسنده ایرانی است.
محسن پاک‌آیین فعالیت در وزارت امور خارجه را از سال ۱۳۶۰ آغاز کرد و در فاصلۀ سالهای ۱۳۶۷ تا ۱۳۷۲ سفیر ایران در زامبیا بود. وی از سال ۱۳۷۴ تا ۱۳۷۸ به‌عنوان سفیر ایران در ازبکستان فعالیت می‌کرد و از ۱۳۸۳ تا ۱۳۸۶ سفیر ایران در تایلند بود. او در فاصله سالهای ۱۳۹۱ تا ۱۳۹۵ بعنوان سفیر ایران در جمهوری آذربایجان فعالیت می‌کرد.-
و پس از آن هم برای چند سال در دفتر حفظ و نشر آثار سید علی خامنه‌ای فعالیت می‌کرد.

## سوابق کاری
- معاون اداره هفتم سیاسی ۱۳۶۰–۱۳۶۴
- معاون اداره آمریکا ۱۳۶۴–۱۳۶۷
- سفیر ایران در زامبیا ۱۳۶۷–۱۳۷۲
- مشاور وزیر امور خارجه و رئیس گروه مطالعات آفریقا ۱۳۷۲–۱۳۷۴
- سفیر ایران در ازبکستان ۱۳۷۴–۱۳۷۸
- رئیس اداره اول آسیای شرقی ۱۳۷۸–۱۳۸۳
- سفیر ایران در تایلند ۱۳۸۳–۱۳۸۶
- معاون فرهنگی سازمان فرهنگ و ارتباطات اسلامی ۱۳۸۶–۱۳۸۹
- رئیس ستاد افغانستان ۱۳۸۹–۱۳۹۱
- سفیر ایران در جمهوری آذربایجان مهر ۱۳۹۱ تا ۱۳۹۵
- معاون بین‌الملل دفتر حفظ و نشر آثار رهبر جمهوری اسلامی ایران[۵]

## تالیفات
1. کتاب سبزهای زامبیا
2. میانمار و لائوس
3. سیاست و حکومت در آفریقا
4. سفیران پیامبر اعظم
5. دیپلماسی نبوی - سفیران پیامبر
6. محبت اهل بیت در شمال آفریقا و اروپا
7. جهانی که در آن به سر می‌بریم (ترجمه کتاب ماهاتیر محمد)
8. چهل ماه در سرزمین طلایی (خاطرات سفارت در تایلند)
9. چهار سال در سرزمین تیمور (خاطرات سفارت در ازبکستان)
10. پنج سال در سرزمین سبز (خاطرات سفارت در زامبیا)
11. چهار سال آن سوی ارس (خاطرات سفارت در جمهوری آذربایجان)
12. پنجاه سال مناسبات ایران و تایلند
13. شناخت نومحافظه کاران آمریکا
14. چهار مأموریت در پنج دولت
15. مناقشه قره باغ از آغاز تا پایان